# Magyar Hangfelvétel-kiadók Szövetsége
A Magyar Hangfelvétel-kiadók Szövetsége (rövidítve: Mahasz; 2011-ig Magyar Hanglemezkiadók Szövetsége) egy magyar hanglemezkiadókat tömörítő érdekvédelmi szakmai szervezet. 2017-ben 57 vállalkozás a tagja, akik a becslések szerint a magyarországi hanglemezforgalom 83 százalékát adják. A Mahasz tagja a Hanglemezgyártók Nemzetközi Szövetségének (IFPI).
A Mahaszt 1992 tavaszán alapították a Hungaroton,  A Rákóczi Kiadó kiadványai, a Nívó, a Neoton-Pro, a Média Kiadó és a Proton hanglemezkiadók vezetői. A többi nemzeti hanglemezkiadó szövetséghez hasonlóan a Mahasz fő tevékenysége is a szövetség tagjainak lemezkiadáshoz kapcsolódó jogainak érvényesítése az illegális zeneterjesztés ellenében, továbbá jogdíjbevételeik biztosítása és ezek elosztása. Emellett az országos lemezeladási adatok és a rádiók játszási adatai alapján hivatalos slágerlistákat közölnek heti rendszerességgel, valamint díjazzák a legnépszerűbb előadókat.

## Slágerlisták
A zenei kiadványok fizikai és digitális  eladási adatai alapján készül az album-, DVD- és válogatáslemez-lista (Top 40 album) és a kislemezlista (Single Top 40). A rádiós játszási adatok alapján állítja össze a Mahasz a hallgatók számával súlyozott Rádiós Top 40 listát, a súlyozás nélküli Editors' Choice elnevezésű 40-es listát, illetve a szintén súlyozatlan módon készülő Magyar Rádiós Top 40 slágerlistát. A Magyar Lemezlovas Egyesület segítségével összeállított Dance Top 40 a hazai lemezlovasok által a klubokban leggyakrabban játszott dalokat rangsorolja. A Magyarországon hivatalosan elérhető, előfizetéses alapon működő online zenei szolgáltatások (Spotify, Deezer, Google Play) meghallgatási adatai alapján állítják össze a Stream Top 40 listát.

## Eladási minősítések
Magyarországon az 1990-es rendszerváltásig nem közöltek hivatalos lemezeladási adatokat. A Hungaroton monopol helyzetének megszűnésével és a külföldi kiadók hazai megjelenésével merült fel az igény. Kezdetben az Universitas Diákszövetkezet gyűjtötte össze a fővárosi és vidéki lemezboltok, összesen 50 üzlet eladási adatait kétheti rendszerességgel. 1994 júniusától a Szonda Ipsos vette át az adatgyűjtést, amit 120 üzletre terjesztett ki. Ezek a lemezeladási listák azonban nem a ténylegesen eladott hanghordozók száma, hanem az üzletek rendelési adatai alapján készültek. Tehát akkor is eladottnak számoltak egy lemezt, ha az ott porosodott a bolt raktárában évekig. 2002 szeptembere óta mérik a pontos fogyást a Mahasz és a Szonda Ipsos közösen, egy elektronikus úton lekérdezhető rendszer segítségével.
A Mahasz megalakulásáig a Magyar Hanglemezgyártó Vállalat díjazta a legnépszerűbb előadókat saját hatáskörben. 1992-től ezt a feladatot a Mahasz vette át. 1997 decemberéig arany-, platina- és gyémántlemezekkel díjazták a legnépszerűbb előadókat az eladott példányszámok alapján. Az eladott hanghordozók számának folyamatos csökkenése miatt azonban 1997 decemberétől eltörölték a gyémántlemez minősítést.
Az alábbi táblázatban olvasható számok a hazai könnyűzenei előadók albumaira vonatkozó határértékek változását mutatják. A feltüntetett példányszámokat meghaladó eladások után dupla, tripla stb., arany- illetve platinalemezeket osztottak ki.
| Időszak                 | Arany   | Platina | gyémánt |
| ----------------------- | ------- | ------- | ------- |
| 1992. június 12-ig      | 100 000 | 200 000 | 400 000 |
| 1992. június 12-től     | 50 000  | 100 000 | 200 000 |
| 1997. december 3-tól    | 25 000  | 50 000  | –       |
| 2002. április 23-tól    | 15 000  | 30 000  | –       |
| 2005. február 23-tól    | 10 000  | 20 000  | –       |
| 2006. szeptember 13-tól | 7 500   | 15 000  | –       |
| 2009. október 1-től     | 5 000   | 10 000  | –       |
| 2012. december 14-étől  | 2 000   | 4 000   | –       |